# Coptorhina auspicata
Coptorhina auspicata là một loài bọ cánh cứng trong họ Bọ hung (Scarabaeidae).